# Русс, Игорь Павлович
Игорь Павлович Русс (укр. Ігор Павлович Русс; род. 8 сентября 1988, Житомир) — украинский легкоатлет, специалист по бегу на длинные дистанции и марафону. Выступает на профессиональном уровне с 2014 года, победитель и призёр ряда крупных стартов на шоссе, участник летних Олимпийских игр в Рио-де-Жанейро.

## Биография
Игорь Русс родился 8 сентября 1988 года в городе Житомире Украинской ССР.
Проходил подготовку в Киеве в Школе высшего спортивного мастерства.
Дебютировал на марафонской дистанции в сезоне 2014 года, когда с результатом 2:18:17 одержал победу на Харьковском международном марафоне. Тогда же вошёл в состав украинской национальной сборной и выступил в марафоне на чемпионате Европы в Цюрихе — показал время 2:19:19 и занял итоговое 24-е место.
В 2015 году закрыл десятку сильнейших на Лодзинском марафоне (2:29:19), выступил на нескольких других шоссейных стартах в Польше, стал третьим на чемпионате Украины по марафону в Белой Церкви, установив при этом свой личный рекорд в данной дисциплине — 2:12:46.
В 2016 году финишировал шестым на Лос-Анджелесском марафоне (2:16:42), занял 40-е место в полумарафоне на чемпионате Европы в Амстердаме (1:06:45). Выполнив олимпийский квалификационный норматив (2:19:00), благополучно прошёл отбор на летние Олимпийские игры в Рио-де-Жанейро — в программе марафона показал результат 2:18:19, расположившись в итоговом протоколе соревнований на 48-й строке. Также в этом сезоне стал седьмым на Мерсинском марафоне (2:20:50).
После Олимпиады в Рио Русс остался действующим спортсменом и продолжил принимать участие в крупнейших международных стартах. Так, в 2017 году он финишировал седьмым на Уханьском марафоне (2:18:05), занял 27-е место в марафоне на чемпионате мира в Лондоне (2:17:01), показал восьмой результат на марафоне в Макао (2:16:58).
В 2018 году занял 32-е место в марафоне на чемпионате Европы в Берлине (2:19:39).
В 2019 году стал вторым на полумарафоне в Каунасе (1:08:42), с результатом 2:16:23 пробежал Варшавский марафон.